# Kryštof 07
Kryštof 07 (také Kryštof 7) je volací znak a všeobecně rozšířené označení vrtulníku letecké záchranné služby (LZS) v Plzeňském kraji, sídlící na Letišti Plzeň-Líně. LZS byla v Plzni do provozu poprvé uvedena 17. července 1990. Provozovatelem vrtulníku je Armáda České republiky. Zdravotnickou část posádky LZS zajišťuje také armáda. Tísňové výzvy jsou přijímány a koordinovány zdravotnickým operačním střediskem Zdravotnické záchranné služby Plzeňského kraje.

## Historie
Zkušební provoz letecké záchranné služby byl v tehdejším Západočeském kraji poprvé zahájen 17. července 1990. Provozní stanice se nacházela na letišti v Plané u Mariánských Lázní. Prvním provozovatelem byl státní podnik Slov-Air, který pro LZS nasazoval vrtulník Mil Mi-2. K 1. květnu 1991 se středisko letecké záchranné služby stěhuje na letiště v Líních u Plzně a novým provozovatelem se stává Československá armáda, přesněji 1. letka velení a průzkumu Líně. Volací znak byl Záchrana 214 a pro LZS byly používány stroje Mi-2 ve žlutočerné kamufláži. V roce 1992 je 1. letka velení a průzkumu Líně začleněna do 11. vrtulníkového pluku Líně. 1. ledna 1993 je zaveden nový volací znak Kryštof 07 a středisko formálně začíná provozovat Armáda České republiky. Od roku 1993 se na stanici střídají armádní vrtulníky Mil Mi-2 a Mil Mi-17. V roce 1994 získávají vrtulníky červenobílý nátěr a v témže roce je na stanici zkoušen zapůjčený moderní západní vrtulník BK 117. Koncem roku 1994 se 11. vrtulníkový pluk stěhuje do Přerova a v Líních zůstávají tři stroje Mi-2 a dva vrtulníky Mi-17. Tím došlo také ke zřízení Leteckého střediska záchranné služby. Hlavní změna spočívala v rozdělení zaměstnanců na letecký a zdravotnický personál.

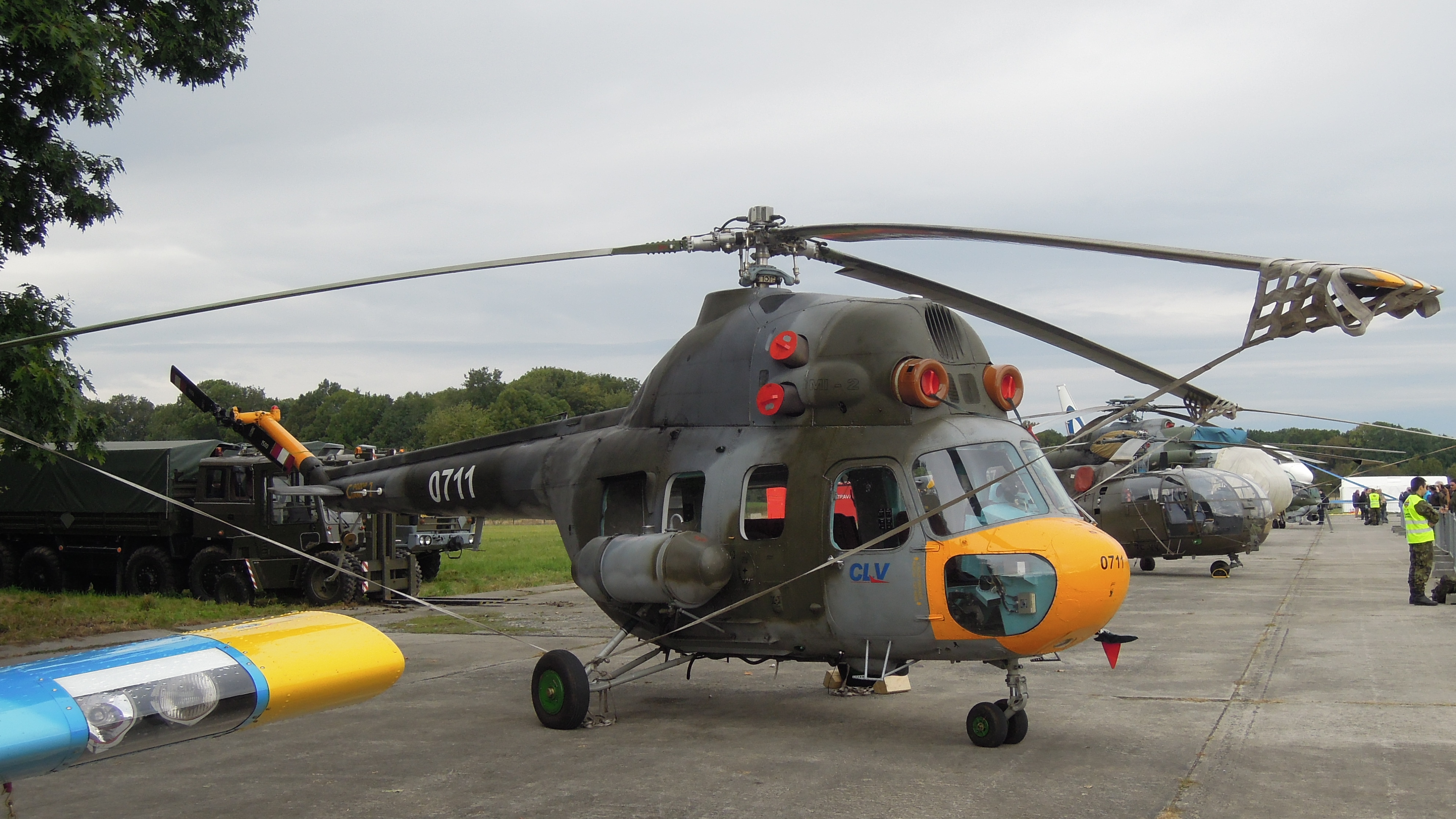
Vrtulník Mi-2 s imatrikulací 0711 sloužil v 90. letech na stanicích letecké záchranné služby Kryštof 07

V březnu 1997 vyhrála společnost Aerocentrum výběrové řízení na provoz letecké záchranné služby v Západočeském kraji. K 1. dubnu 1997 oficiálně ukončuje Armáda České republiky provoz LZS, avšak nový soukromý provozovatel nebyl schopen zajistit vrtulník a armáda tak provozuje LZS až do 17. dubna. Nový provozovatel používal pro LZS vrtulník Bell 222, který byl pronajatý z Německa. S tímto vrtulníkem také létali piloti z Německa. Provoz byl už od počátku velmi chaotický a v dubnu 1997 byly v Plzni demonstrativně připraveny stroje Mi-2 a PZL Kania společnosti Helicopter, aby v případě potřeby zahájily ihned činnost. Později se vrtulníky Bell 222 vracejí zpět do Německa a pro LZS jsou opět používány stroje Mi-2 a nově také stroj Mil Mi-8. Na podzim roku 1997 se středisko LZS stěhuje do Koterova, hangár v Líních je odprodán a armádní vrtulníky odlétají na Letiště Praha-Kbely.
Kvůli problémům se zajištěním letecké záchranné služby ukončuje v prosinci 1997 soukromý provozovatel činnost a 20. prosince na středisko v Koterově přilétá vrtulník Ministerstva vnitra České republiky a dočasně se stává novým provozovatelem Letecká služba Policie ČR s vrtulníkem Bell 412.
Počátkem roku 1998 je hangár v Líních odkoupen armádou a od 1. května 1998 provozuje středisko v Líních opět Armáda České republiky. LZS zajišťuje 63. vrtulníková letka, která je vyčleněna z 6. základny dopravního letectva TGM Kbely. Poprvé se ve službě objevují vrtulníky W-3A Sokół. 1. ledna 2004 dochází k reorganizaci ozbrojených sil a letecká záchranná služba je jako odloučená 233. letka součástí 23. základny vrtulníkového letectva. K 1. říjnu 2008 dochází k další velké změně, 233. letka je zrušena a vrtulníky se stávají součástí 24. základny dopravního letectva. V Líních tak zůstal pouze jeden vrtulník zajišťující nadále leteckou záchrannou službu.

## Současnost

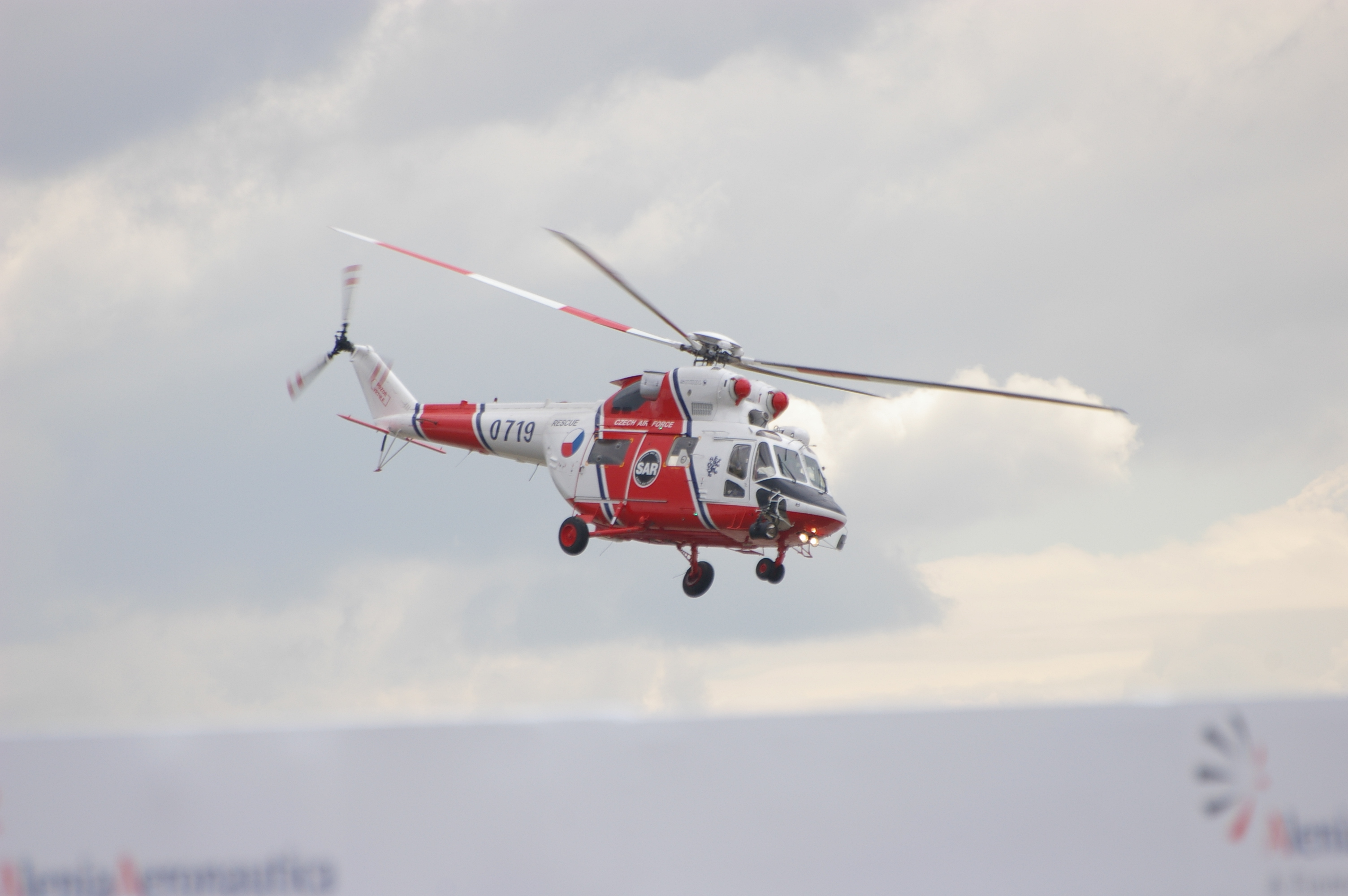
Kryštof 07

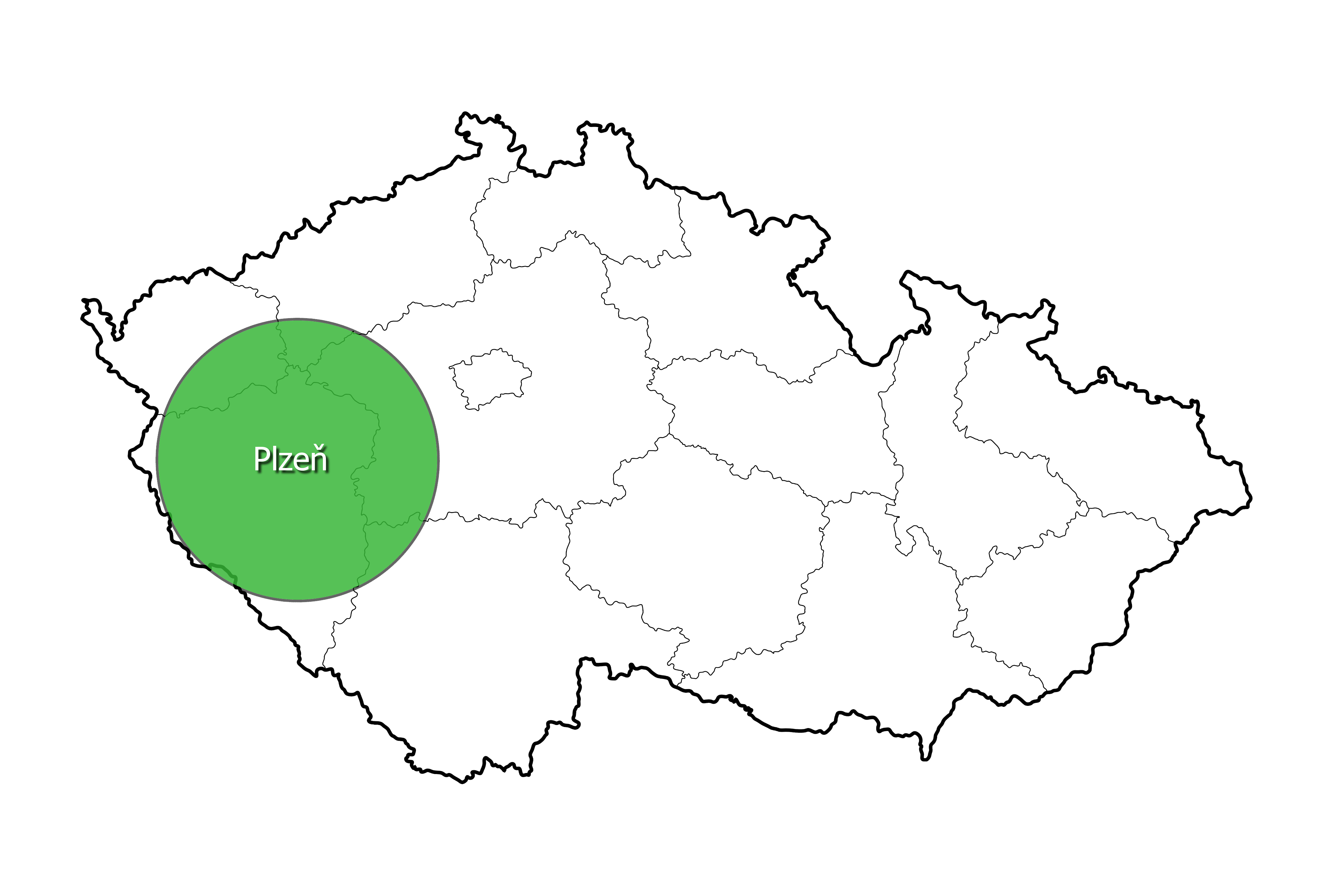
Poloha stanice a akční rádius vrtulníku Kryštof 07

Provozní stanice letecké záchranné služby v Plzeňském kraji se nachází v areálu letiště v Líních u Plzně. V současné době (2012) slouží na stanici trvale vrtulník PZL W-3A Sokół. Provoz stanice je nepřetržitý s normou vzletu do čtyř minut od přijetí tísňové výzvy během dne, v nočních hodinách pak s normou vzletu do 10 minut od přijetí tísňové výzvy. Během dne vrtulník zajišťuje leteckou záchrannou službu pro oblast Plzeňského a Karlovarského kraje, který LZS neprovozuje. V nočních hodinách zajišťuje sekundární a ambulanční lety LZS pro území celé České republiky, převážně ale pro oblast Čech. Posádka vrtulníku Kryštof 07 létá v pětičlenném složení – dva piloti, palubní inženýr, lékař a zdravotnický záchranář. Tísňové výzvy jsou přijímány a vyhodnocovány zdravotnickým operačním střediskem Zdravotnické záchranné služby Plzeňského kraje. Akční rádius vrtulníků LZS má rozsah cca 70 km, který odpovídá doletové době zhruba 18 minut od vzletu.
O vrtulnících W-3A se tvrdí, že odporují normám Evropské unie o provozu vrtulníků ve prospěch letecké záchranné služby. Stroje užívané pro LZS musí být dle norem dvoumotorové vrtulníky výkonnostní třídy A1 a podle citovaného zdroje "vrtulníky W-3A Sokół nejsou v ovšem jsou v této kategorii certifikovány."   Toto tvrzení je nepravdivé, vrtulníky W-3A jsou certifikovány pro provoz v kategorii A autoritou EASA. Tvrzení, že vrtulníky Sokol nejsou certifikovány v kategorii A, jetendenční a lživé již od doby zavedení typu. Za kontroverzní téma je také považovaný provoz LZS zajišťovaný armádou. Letecká záchranná služba je v Evropě zajišťována téměř výhradně nestátními provozovateli, přičemž hlavní pociťovanou kontroverzí je předpoklad, že letecká záchranná služba je služba komerční, to jest za úplatu. Armáda české republiky leteckou záchrannou službu poskytuje v souladu se Zákonem o ozbrojených silách část třetí, Hlava II, par. 14, 1f.
I přesto, že se jedná o vrtulník provozovaný armádou, má červenobílé barevné značení jako civilní letouny. Není tedy v typických vojenských barvách. Takzvaná antikamufláž má umožnit lepší viditelnost vrtulníku v terénu při zásahu, čímž se zlepšuje úroveň bezpečnosti zasahujícího personálu letecké záchranné služby. V roce 2021 v tomto zbarvení létá šest vrtulníků W-3A Sokół.